# Katy Parra Carrillo
Katy Parra Carrillo (Totana, Múrcia, 6 de dezembro de 1964) é uma poeta que ganhou o Prémio Internacional de Poesia com "Coma Idílico".

## Carreira
É uma escritora autodidacta e empresária, co-fundadora dos grupos literários 'Espartaria' e 'Jitanjáfora' e coordenadora de oficinas de poesia em diferentes centros da Região de Múrcia.

## Obras
- Acordes en Soledad (Murcia, 1997)
- Síntomas de Olvido (Madrid, 2000)
- Espejos para huir hacia otra orilla (Toledo, 2004)
- Coma Idílico,  Editorial Hiperión. 2008
- Por si los pájaros, Editorial Visor. 2008[2]

## Prémios e reconhecimentos
- 2000: Prémio Nacional de Poesia "Cidade de Jumilla"
- 2003: XXVIII Prémio Nacional de Poesia Rodrigo de Cota "Cidade de Toledo"
- 2005: Finalista no V Prémio Nacional de Poesia "Dionisio García" da Universidade de Múrcia
- 2008: Prémio Internacional de Poesia Miguel Hernández. Comunidade Valenciana.[3]
- 2008: Prémio de Poesia Villa de Salobre[4]
- 2008: Prémio de Poesia em língua castelhana Viagem do Parnaso (Valdepeñas)[2]
- 2009: XXV Prémio Internacional Jara Carrillo de poesia de humor[5]
- 2021: XL Premio de poesía "Río Ungría" de la Diputación de Guadalajara[6]
- 2022: XXXI Prémio del Certamen de poesia José Chacón de Alcalá de Henares